# Puits d'Abraham
Le puits d'Abraham est un puits à eau historique situé à Beer-Sheva, en Israël, associé au récit biblique d'Abraham.

## Histoire
Selon la Bible, le puits d'Abraham est confisqué par les hommes d'Abimélek et les serviteurs d'Isaac creusent un puits à Beer-sheb. Il se trouve près de la vieille ville de Beer Sheva et de Nahal Beer Sheva, sur la route d'Eilat. Il est identifié, au XIXe siècle, par Edward Robinson, en 1838. En 1897, un cheikh local construit une structure moderne au-dessus du puits.

### Source de la traduction
- (en) Cet article est partiellement ou en totalité issu de l’article de Wikipédia en anglais intitulé « Abraham's well » (voir la liste des auteurs).